# PhilHarmoUniQue
PhilHarmoUniQue （フィルハーモユニーク） は、日本のバンド。旧バンド名は自由人（じゆうじん）。所属事務所は有限会社烏龍舎。レーベルはOORONG RECORDS。

## 概要
- 五郎川陸快（Vo&Gt）、原拓馬（Gt）、今泉慎也（Ba&Cho）、中村聡志（Dr）の4人からなるバンド。
- バンド名PhilHarmoUniQueとは、五郎川が“フィルハーモニー”（＝音楽愛好家）を、今泉が“ユニーク”（＝たった一つの）を提案し、その2つを組み合わせた造語である。
- 情感溢れるメッセージ性の強い日本語の歌詞と、力強く伸びやかな歌声が特徴で、常に歌を活かすアレンジ、人の心を動かす音楽を目指している。また、改名後はピアノやストリングスを用いる楽曲が増え、2008年1月からはサポートメンバーを加えた5人でライブを行なっている。

## メンバー
五郎川陸快 　（ごろうかわ たかよし）　作詞作曲、ボーカル、ギター
- 1982年5月24日生まれ A型
- 福井県出身
- 主な使用機材 ： テレキャスター
- 好きなアーティスト ： 美空ひばり、カート・コバーン など
- 趣味 ： カメラ、ジョギング、バスケット
- 好きな食べ物 ： 甘いもの（アイスクリームなど）
- ジブリや野島伸司の作品が好き

原拓馬　（はら たくま）　ギター
- 1982年5月7日生まれ B型
- 岐阜県出身
- 主な使用機材 ： ギブソン・レスポール（黒）
- 好きなアーティスト ： ビートルズ など
- 趣味 ： 読書、料理
- かなりのお酒好き
- 温厚で、口数が少ない

今泉慎也　（いまいずみ しんや）　ベース、コーラス
- 1983年1月26日生まれ O型
- 愛知県名古屋市出身
- 主な使用機材 ： フェンダー・ジャズベース
- 好きなアーティスト ： 尾崎豊、チャップリン など
- 趣味 ： マンガ、映画鑑賞
- 好きな食べ物 ： カレー　
- ライブではMCを担当することが多い
- 新しくバンドを結成 ： 君の云う通り

 中村聡志 　（なかむら さとし　愛称：ちゅーそん）　ドラムス
- 1983年3月2日生まれ B型
- 愛知県岡崎市出身
- 主な使用機材 ：
- 好きなアーティスト ： X JAPAN
- 趣味 ： 映画鑑賞、フィギュア収集
- 好きな映画 ： 「ノッティングヒルの恋人」
- 笑顔がトレードマーク

## 略歴
- 2002年3月、五郎川が名古屋の同じ音楽専門学校に通っていた原、今泉、中村に声をかけ、バンド“自由人”を結成。名古屋を拠点に活動開始。東京などにも活動の場を広げ、各地のオーディションやコンテストでグランプリなどを数多く受賞。
- 2004年3月10日、1stミニアルバム『世界のはじまり』をハイラインディスクよりリリース。以降、UKプロジェクト所属時代には同年11月にフルアルバム『シンカオン』、翌年8月にミニアルバム『夢の方へ』をリリース。
- 2005年4月5日、名古屋ell.FITSALLにて初のワンマンライブ。同年8月に東京と福井、翌年4月には再び名古屋にてワンマン。
- 2007年3月30日、約5ヶ月間のライブ活動休止期間を経て、渋谷O-Westにてライブ。
- 2007年5月13日、バンド名を“PhilHarmoUniQue”に改名。下北沢CLUB Queにて、ライブ中にメンバー自ら発表。
- 2007年8月1日、小林武史プロデュースのもと、烏龍舎が立ち上げた自社レーベル“ORS(OORONG RECORDS)”の第1作目となるミニアルバム『HarmoNium』をリリース。
- 2007年、SUMMER SONIC、COUNTDOWN JAPANなどの大規模ロック・フェスティバルに出演。
- 2007年10月11日より、計40本のロングツアーを敢行[1]。2008年1月24日、ツアーファイナルは渋谷O-nestにてワンマンライブ。
- 2008年5月20日、五郎川が全国各地のラジオ局を巡る弾き語りの旅、“みち旅”[2] を開始。同年10月8日、終了。
- 2008年6月4日、初のシングル『優しい響き/輝ける場所』をリリース。同年9月24日、2ndシングル『みちしるべ』をリリース。
- 2009年11月25日、1stフルアルバム『ウラシマノウタ』をリリース。
- 2010年6月2日、“バンド活動休止”を自身のWebサイトで発表[3]。

## ディスコグラフィー

### 自由人

#### CD
- 3作品全てにボーナストラックが存在する。

| 発売日         | タイトル       | 規格品番  | 収録曲 |
| -------------- | -------------- | --------- | --- |
| 2004年3月10日  | 世界のはじまり | HLDC-0003 | 1. 知らない先 2. 消える 3. 追い風 4. どうでもいい歌 5. 深海 6. 理想の自分                                                             |
| 2004年11月26日 | シンカオン     | HLDC-0006 | 1. 皆様 2. 自由だけあった 3. 壊れない思い 4. テンポ 5. さよなら地球 6. 夢追い人 7. 影 8. ありがとう 9. カラフル 10. この世界          |
| 2005年7月6日   | 夢の方へ       | HLDC-0009 | 1. 青の空 2. 奇跡 3. エブリ 4. 心の奥 5. Tell 6. Family 7. 夢の方へ Bonus Track − ありがとう【5 Apr.2005 LIVE at NAGOYA ell.FITSALL】 |

#### DVD
| 発売日        | タイトル                     | 規格品番    | 収録曲     | 備考                                  |
| ------------- | ---------------------------- | ----------- | ---------- | ------------------------------------- |
| 2004年7月2日  | GALACTiKA Vol.003            | DGM-1003    | 知らない先 | 2004年4月30日 下北沢CLUB Que LIVE映像 |
| 2006年1月25日 | daimasの日記スペシャルの日記 | UKDZ-0047DV | MORE       | 2005年9月24日 渋谷AX LIVE映像         |

### PhilHarmoUniQue

#### CD
| 発売日         | タイトル              | 規格品番   | 収録曲 |
| -------------- | --------------------- | ---------- | --- |
| 2007年8月1日   | HarmoNium             | XNOR-10001 | 1. The morning sun 2. ラフ 3. スクランブル 4. bathranger 5. 優しい魔法 6. native 7. ロング・ロング・グッドバイ                                                                                          |
| 2008年6月4日   | 優しい響き/輝ける場所 | XNOR-30001 | 1. 優しい響き 2. 輝ける場所 3. あなたを忘れない |
| 2008年9月24日  | みちしるべ            | XNOR-30002 | 1. みちしるべ 2. つづき 3. no blues |
| 2009年11月25日 | ウラシマノウタ        | AVCO-36025 | 1. 君という光 2. 涙の足跡 3. 優しい響き 4. うたかたの僕等 5. クライ クレイ 6. レース 7. みちしるべ 8. 若草のとき 9. コンコルド 10. 真っ白な未来視聴 11. エンドロール 12. ランドスケープ〜旅の終わりに〜 |

## ミュージックビデオ
| 監督     | 曲名                                        |
| 井上哲央 | 「みちしるべ」                              |
| 野田智雄 | 「スクランブル」                            |
| 本郷伸明 | 「真っ白な未来」「優しい響き」              |
| 諸沢利彦 | 「皆様」「夢の方へ」                        |
| 不明     | 「知らない先」「輝ける場所」(出演:米村美咲) |

## タイアップ
| 年     | 曲名                           | タイアップ | 収録作品                                     |
| ------ | ------------------------------ | --- | -------------------------------------------- |
| 2008年 | 優しい響き                     | NTT東日本 企業広告 『次の安心に向かおう。』CMソング | 「優しい響き/輝ける場所」 『ウラシマノウタ』 |
| 2008年 | 輝ける場所                     | - 大塚製薬 POCARI SWEAT presents『ブカツの天使』応援アーティスト日本海エリア - TBS『王様のブランチ』2008年6・7月度エンディングテーマ                                              | 「優しい響き/輝ける場所」                    |
| 2008年 | みちしるべ                     | 東宝映画『イキガミ』主題歌 | 「みちしるべ」 『ウラシマノウタ』            |
| 2009年 | ランドスケープ〜旅の終わりに〜 | BS民放5局共同特別番組『LANDSCAPE』テーマソング | 『ウラシマノウタ』                           |
| 2009年 | 真っ白な未来                   | - MBS・TBS系『となりのマエストロ』2009年10 - 12月度エンディングテーマ - メ〜テレ『スポケン!』2009年12月度エンディングテーマ - MBS『アニメシャワー』2009年12月度オープニングテーマ | 『ウラシマノウタ』                           |

## 出演

### ラジオ
- 東海ラジオ 『PhilHarmoUniQueのふぃるっちゃお』 　（2008年4月〜2010年3月 毎週火曜日25:00〜26:00）

−　メンバーがパーソナリティを務めるレギュラー番組

## 主なライブ
自由人名義
- 2005年09月24日 - daimasの日記スペシャル
- 2006年10月08日 - MINAMI WHEEL 2006

PhilHarmoUniQue名義
- 2007年07月22日 - SETSTOCK'07
- 2007年08月11日 - SUMMER SONIC 2007
- 2007年08月19日 - TREASURE05X 2007 ～30th road goes on 1st day～
- 2007年10月27日 - MINAMI WHEEL 2007
- 2007年12月08日 - スペースシャワー列伝 第70巻 ～音袋(ネブクロ)の宴～
- 2007年12月29日 - COUNTDOWN JAPAN 07/08
- 2008年04月27日 - ARABAKI ROCK FEST.08
- 2008年05月24日 - 赤イ彗星V
- 2008年07月26日 - SETSTOCK'08
- 2008年07月27日 - HIGHER GROUND 2008
- 2008年08月21日 - TREASURE05X 2008 ～fortune theater～
- 2008年11月02日 - MINAMI WHEEL 2008
- 2009年10月31日 - MINAMI WHEEL 2009